# Beitostølen
Beitostølen je malá norská vesnice a lyžařské středisko v obci Øystre Slidre, v kraji Innlandet. Leží na jihu pohoří Jotunheimen ve výšce 900 m n. m.
Beitostølen má 300 obyvatel a četné ubytovací možnosti pro turisty. Beitostølen disponuje jak sjezdovými dráhami, tak množstvím běžkařských tratí (320 km), které jsou každoročně využívány při Světovém poháru v běhu na lyžích a biatlonu. Je jedním z nejoblíbenějších norských zimních středisek.